# Grazac (Haute-Garonne)
Grazac is een gemeente in het Franse departement Haute-Garonne (regio Occitanie) en telt 488 inwoners (2005). De plaats maakt deel uit van het arrondissement Muret.

## Geografie
De oppervlakte van Grazac bedraagt 7,2 km², de bevolkingsdichtheid is 67,8 inwoners per km².
De onderstaande kaart toont de ligging van Grazac (Haute-Garonne) met de belangrijkste infrastructuur en aangrenzende gemeenten.

## Demografie
Onderstaande figuur toont het verloop van het inwonertal (bron: INSEE-tellingen).

1. ↑  Populations de référence 2022.